# Стефан Недев
Стефан Савов Недев е български офицер, полковник. Началник на българското военно разузнаване РО -ЩВ -1943-1944 и сътрудник на съветското военно разузнаване ГРУ и съветското вътрешно министерство НКВД в периода 1939 – 1956 г., както и командир на дивизия и участник във водената Отечествена война на България против нацистка Германия през септември – октомври 1944 г. и военнопленник.

## Биография
Роден е на 27 октомври 1890 година в еленското село Хъневци. През 1919 година завършва Военното училище в София, а през 1930 година и Военната академия. Служи в двадесети пехотен полк и осемнадесети пехотен полк. През 1932 г. започва да служи в шести пехотен полк. От 1934 г. е инспектор на класовете във Военната академия. На следващата година е назначен за началник на учебна секция към Щаба на армията. През 1936 г. е изпратен за военен аташе в Белград. Главен редактор е на различни военни издания. Бил е началник на секция в Щаба на войската и адютант на началника на Щаба на войската. През 1938 г. е назначен за временен военен аташе в Букурещ. От 1941 година е началник-щаб на Седма пехотна рилска дивизия, а на следващата година изпълнява същите функции във Втора армия. През 1943 година е началник на отделение при щаба на войската. От 1944 година е началник-щаб на Четвърта армия. Вербуван е за агент на съветското военно разузнаване и НКВД през 1939 г. като военно аташе в Букурещ. Германското контраразузнаване засича контактите на Недев със съветските разузнавателни органи и подава сигнал в София, който благодарение на роднината на Недев генерал Никола Михов е осуетен. Въпреки това през 1943 г. е назначен за началник на българското военно разузнаване. От май 1943 до юни 1944 е началник на Разузнавателния отдел при Щаба на Войската – РО ЩВ (военното разузнаване). Сменя на този пост прогермански и прохитлеристки настроеният подполковник Никола Костов от когото въпреки верността му към германците последните са недоволни от работата му заради неспособността му да се справи със съветските разузнавателни групи на ГРУ и НКВД в България, както и невъзможността му да предотврати тайните преговори в Анкара между цар Борис III и англо американците за изваждане на царство България от войната и подписване на примирие (което англо-американците настояват да е безусловна капитулация). Назначаването на Стефан Недев начело на военното разузнаване става възможно благодарение на личните му роднински връзки с регента генерал Никола Михов. По време на периода в който ръководи военното разузнаване полковник Стефан Недев поддържа контакти със съветската официална резидентура на ГРУ и НКВД в България а именно военните аташета на СССР в България майор Леонид Середа и майор Савченко на които дава обемна информация за германските военни и политически планове, операции и действия и политиката и военната концепция на България. Благодарение на Недев преговорите в Анкара с англо американските представители се протакват и не се стига до решение по тях тъй като Стефан Недев информира съветската легация за контактите на българското правителство, след това съветското правителство убеждава английското да се откаже от тях. Полковник Стефан Недев като началник на военното разузнаване което води следствието за дейността като агент на съветското военно разузнаване под псевдонима „Журин“ в групата на доктор Александър Пеев на генерал Никифор Никифоров до 1943 г. началник на военносъдебната секция към Министерството на войната помага да бъде прекратено следствието срещу генерал Никифоров и да не бъде съден и осъден на смърт и екзекутиран, като Никифоров е само уволнен от армията, същото прави Недев и за началник-щаба на войската ген. Константин Лукаш, за когото германците също се съмняват че е свързан с разузнавателнта група „Боевой“, макар Лукаш да се дистанцира от нея, като Лукаш се отървава също само с уволнение. Въпреки това през пролетта на 1944 г. германската контаразузнавателна резидентура начело с д-р Делиус в София изпраща напомнително писмо до Щаба на войската и новия му началник генерал Трифон Трифонов за контактите на Недев със СССР, но благодарение на личните си връзки с управляващи кръгове в България до репресии срещу полковник Стефан Недев не се стига като той е освободен като началник на Разузнавателния отдел при Щаба на Войската и е изтеглен с помощта на генерал Иван Маринов от София и изпратен за дивизионен командир във вардарска Македония, където от 16 юли до 13 септември 1944 година е командир на Четиринадесета пехотна вардарска дивизия. След Деветосептемврийския преврат и идването на власт на правителството на Отечествения фронт начело с Кимон Георгиев и обявяването на война от България на нацистка Германия начело на 14 та пехотна дивизия полковник Стефан Недев води кръвопролитни боеве срещу германските хитлеристки войски в Македония, но при Битоля е обкръжен и пленен, като е въдворен във военнопленническия лагер в Битоля. От там успява да избяга и в началото на октомври 1944 г. установява връзка с българските войски настъпващи през Кюстендил към гр. Крива Паланка които го препращат в София. Тук той е арестуван от новата власт която не е информирана за дейността му като агент на съветското военно разузнаване ГРУ и съветското НКВД и е изправен като подсъдим пред Народния съд – 4 ти Върховен състав. През 1945 година е осъден от т. нар. Народен съд на смърт, но в деня на произнасяне на присъдата по нареждане на съветското военно разузнаване ГРУ Недев е изваден от затвора и предаден на разположение на центарлата на ГРУ-СМЕРШ в София, като по този начин съветските власти го спасяват. Първоначално е укриван в тайна къща в Горна баня, а впоследствие се укрива в централата на ГРУ-СМЕРШ в София. Впоследствие през декември 1945 г. присъдата му е заменена на 15 години строг тъмничен затвор, а накрая е помилван и присъдата му е отменена(1947). След това работи известно време като частник в собствена работилница за хартиени пликове. Вербуван е от Държавна сигурност. През 1981 г. по решение на Министерския съвет и решение на Секретариата на Центрралния комитет на БКП му е дадена пенсия. През 1974 г. е награден с орден „Народна република България“ I ва степен. Умира през 1983 г. в София.

## Военни звания
- Подпоручик (1919)
- Поручик (30 януари 1923)
- Капитан (15 юни 1928)
- Майор (6 май 1935)
- Подполковник (6 май 1939)
- Полковник (3 октомври 1942)